# Гермогенов, Михаил Николаевич
Михаил Николаевич Гермогенов (12 ноября 1906, Харанский наслег, Мегино-Кангаласский улус, Якутская АССР — 29 января 1969, Майя) — председатель колхоза им. Сталина, директор Мегино-Кангаласской МТС, организатор колхозного строительства в Мегино-Кангаласской районе, первый Почетный гражданин Мегино-Кангаласского района, депутат Верховного Совета Якутской АССР.

## Биография
Родился 12 ноября 1906 года в местности Кэрэх Гыммыт Харанского наслега Восточно-Кангаласского улуса Якутского округа в семье крестьянина-бедняка. Отец, Николай Гермогенович Дмитриев, мать — Наталия Иннокентьевна Дмитриева. Родители рано умерли, поэтому он воспитывался у брата отца Дмитриева Афанасия Гермогеновича, затем с 1918 г. воспитывался у первого в районе коммуниста Иванова Гаврила Яковлевича. Когда Иванова Г. Я. убили Белогвардейцы Михаил остался у родного брата Дмитриева Гаврила Николаевича. В 1924 г. старший брат отдал его родному брату отца, 74-х летнему бывшему наслежному князю Дмитриеву Василию Гермогеновичу, который умер в 1925 г. Позже Михаил Николаевич поменял свою фамилию на Гермогенов, взяв имя своего деда за основу фамилии.
В 1925 году окончил 5 классов Россолодинской семилетней школы.
Трудовую деятельность начал с 1926 года избравшись председателем Харанского наслежного Совета Восточно-Кангаласского улуса. С 1929 г. в Мегино-Кангаласском районе начинается массовая коллективизация. В 1929 г. назначен уполномоченным Восточно-Кангаласского улусного исполнительного комитета по проведению земельного передела Чемоикинского наслега.
В 1929—1933 гг. работал заведующим отделом снабжения Мегино-Кангаласского Райпотребсоюза.
Вв 1933—1936 гг. работал председателем колхоза им. Сталина. При непосредственном участии М. Н. Гермогенова выросли показатели колхоза. За период его работы колхоз им. Сталина стал одним из передовых колхозов в районе, поэтому его командировали в 1936 г. Делегатом Всесоюзного совещания передовиков-животноводов, где был награждён ЦИК СССР орденом Знак почета за увеличение колхозного стада и поднятия продуктивности общественного скота. По итогам 1932 г. с каждой коровы надоили 296 кг молока, приплод составил 39 %, с 1 га пашен собрали 6,2 центнера урожая. По итогам 1934 г. повысились надои молока и достигли 496 кг. с каждой коровы, а в 1935 г. надои достигли 720 кг. Деловой выход телят достиг 93,4 %, жеребят — 100 %. В 1936 г. был участником Всесоюзного совещания животноводов в составе якутских депутатов был на приеме у Всесоюзного старосты М. И. Калинина и награждён орденом «Знак Почета».
В 1936 г. прошёл курсы подготовки директоров машинно-тракторных станций в Москве. После успешного окончания курса в 1937—1943 гг. руководил Мегино-Кангаласской МТС. Свою работу он начал с укрепления материально-технической базы МТС. В 1937 г. МТС имела 2 трактора ЧТЗ, 2 трактора СТЗ, 5 автомобилей ГАЗ-А, 1 автомобиль ЗИС-5. Уже на 1 января 1940 г. основные фонды Мегино-Кангаласского МТС составляли 1373,4 тыс. руб., МТС имел 37 тракторов, 5 комбайнов, 7 грузовых машин.
В 1943—1945 гг. работал секретарем по кадрам Мегино-Кангаласского районного комитета ВКП(б), а затем в 1948—1954 гг. инструктором областного партийного комитета.
В 1954—1960 гг. работал председателем Исполнительного комитета Мегино-Кангаласского района. В 1960 г. по состоянию здоровья вышел на пенсию. На пенсии организовал музей трудовой и боевой славы Мегино-Кангаласского района. Неоднократно являлся депутатом районного Совета, Верховного Совета Якутской АССР.
Умер 28 января 1969 г. Похоронен в селе Петровка Харанского наслега Мегино-Кангаласского улуса.

## Награды и звания
- Орден «Знак Почёта» (1936)
- Орден Трудового Красного Знамени (1947)
- Орден «Знак Почёта» (1952)
- Первый почётный гражданин Мегино-Кангаласского улуса (1967)[3]

## Семья
- Супруга — Варвара Васильевна Гермогенова (в девичестве — Степанова).
- Сын — Эдуард Михайлович Гермогенов.
- Сын — Реворий Михайлович Гермогенов.
- Дочь — Тамара Михайловна Гермогенова.